# مالی تارلاف
مالی تارلاف (انگلیسی: Molly Tarlov؛ زادهٔ ۱۲ سپتامبر ۱۹۹۲) بازیگر اهل ایالات متحده آمریکا است.
از فیلم‌ها یا مجموعه‌های تلویزیونی که وی در آن‌ها نقش داشته‌است، می‌توان به جی‌بی‌اف و آی کارلی اشاره نمود.